# Hyracer
Der Hyracer von Graupner ist das erste wasserstoffbetriebene Modellfahrzeug der Welt.
Es wurde von der Fachhochschule Ingolstadt mit einem Wasserstoffverbrennungsmotor ausgerüstet. Es stellt damit nicht nur eine realistische Option der automobilen Zukunft dar, sondern war 2005 auch das schnellste wasserstoffbetriebene Modellfahrzeug im Guinness-Buch der Rekorde.

## Technische Daten
- Abmessung
  - Länge: 700 mm
  - Breite: 250 mm
  - Höhe: 150 mm

- Motor
  - Kompressoraufladung: Ladedruck ca. 0,3 bar
  - Leistung: ca. 1,6 kW (2,2 PS)
  - Drehzahl: 1000 – 15000/min
  - Max. H2-Verbrauch: 20 dm³/min

- Speichervariante: Hochdruck 
  - Max. Speicherdruck: 100 bar
  - Wasserstoffmenge: ca. 60 dm³
  - Fahrzeit: ca. 5 min
  - Gewicht: 4500 g

- Speichervariante: Metallhydrid
  - Max. Speicherdruck: 40 bar
  - Wasserstoffmenge: ca. 300 dm³
  - Fahrzeit: ca. 25 min
  - Gewicht: 6800 g